# 巴藏库尔站
巴藏库尔站是法国的一个铁路车站，位于法国马恩省的巴藏库尔境内。

## 位置
巴藏库尔站位于巴藏库尔市区的东南部。车站大致呈东北-西南走向，开口朝西北。

## 车站设施
巴藏库尔站是一个小型的铁路乘降所，因该站附近地区人口较少，故该站内没有设置人工售票窗口及自动售票机，乘客需上车后主动购票或使用通勤卡。
阿马尼-吕基站没有地下通道或天桥，前往下行方向（沙勒维尔-梅济耶尔方向）站台的乘客需横穿铁路正线，因此该站存在一定的安全隐患。

## 停靠线路
以下列车线路在巴藏库尔站停靠：
| 巴藏库尔站列车线路表                     |              |        |        |              |
| 线路                                     | 车种         | 上一站 | 下一站 | 大致运行频率 |
| 香槟-阿登TGV/兰斯—沙勒维尔-梅济耶尔/色当 | 法国大区列车 | 兰斯   | 勒泰勒 | 每天5趟左右  |
| 1.                                       |              |        |        |              |

## 配套交通

### 大巴车
巴藏库尔站对应的大巴车上下车地点位于车站前方的广场上。当某条铁路线施工或罢工时，SNCF会提供途径该线路沿途站点的大巴车。

### 市区公交
巴藏库尔站附近暂无城市公共交通线路。

## 临近车站
| 巴藏库尔站（Gare de Bazancourt） |                  |          |
| 上行车站                         | 线路             | 下行车站 |
| 兰斯站                           | 苏瓦松－日韦铁路 | 勒泰勒站 |